# 21707 Джонмур
21707 Джонмур (21707 Johnmoore) — астероїд головного поясу, відкритий 7 вересня 1999 року.
Тіссеранів параметр щодо Юпітера — 3,578.